# Bisaltia
Bisaltia (en griego antiguo: Βισαλτία) es una región de la Macedonia Central que se corresponde con una región histórica de la Antigua Grecia, un territorio del reino de Macedonia. Se encontraba al norte de la Calcídica y al este de Crestonia, que ocupaba toda la margen derecha del curso bajo del río Estrimón, y se extendía desde este río y del lago Cercinitis, al este, hasta Argilo, a orillas del golfo Estrimónico.  El río principal era el Bisaltes
Los bisaltios (o bisaltas), eran un pueblo tracio, que en sus orígenes, habían habitado en el área comprendida al noroeste de Anfípolis, junto a la orilla occidental del Estrimón y Heraclea Síntica (la actual ciudad de Zervokhori) al este, hasta que fueron desplazados por los macedonios. También vivían en las penínsulas de Acté y Palene, en el sur, más allá del río Nesto, en el este. Se dice incluso que saquearon Cardia.
En la actualidad, Bisaltia forma parte de las unidades periféricas de Serres y Tesalónica.  

## Historia
En 480 a. C., cuando Jerjes, invadió Grecia, Bisaltia y Crestonia, estaba gobernada por un príncipe tracio independiente. 
En la época de las guerras médicas fue anexionada por Alejandro I Filoheleno (498 a. C.-454 a. C.) al reino de Macedonia. 
Fue de nuevo anexionada a Macedonia al comienzo de la guerra del Peloponeso. Algunos de los habitantes se establecieron en el monte Athos. 
Con la división de Macedonia por los romanos en 4 distritos tras la batalla de Pidna (168 a. C.), los bisaltas fueron incluidos en Macedonia Prima.

## Economía y recursos
En Bisaltia abundaban las higueras, vides y olivos. Sus minas de plata proporcionaban un talento diario a Alejandro I Filoheleno. Según Virgilio, los bisaltas eran grandes conocedores del tratamiento de las enfermedades ovinas. 

## Ciudades
Argilo estaba emplazada en una franja a orillas del golfo Estrimónico a unos 10 km al oeste de la desembocadura del río Estrimón. Era una ciudad griega colonia de Andros.
Berge era una aldea, a la que se llegaba remontando el río Estrimón y que distaba unos 3 km de Anfípolis.